# Robotniczy Klub Sportowy Raków Częstochowa
Il Robotniczy Klub Sportowy Raków Częstochowa S.A., meglio noto come Raków Częstochowa è una società calcistica polacca con sede nella città di Częstochowa. Gioca nell'Ekstraklasa, la massima divisione del campionato polacco di calcio.
Vanta la vittoria di un campionato polacco, 2 Coppe di Polonia e 2 Supercoppe di Polonia.

## Storia

### La fondazione (1920-1938)
Il Robotniczy Club di Częstochowa è stato istituito nel 1921 come "Rakovia", non venendo tuttavia registrato presso la Federcalcio di Cracovia o Kielce a causa di carenze nello statuto del club. I fondatori furono il dott. Jan Baścik, Marian Federak, Jan Łoboda, Janusz Kaźmierczak, Antoni Kiełbasiński e Wacław Sabczyk. Il primo campo è stato costruito su una pista di ciclismo in legno, costruita in via Limanowski e Syrokomla, che la direzione della fonderia ha messo a disposizione del club in cambio della cura di questa struttura. Nel 1924, il Rakovia iniziò a partecipare alle competizioni di campionato per club a Częstochowa. In assenza di registrazione, il 20 luglio 1925 il club si dissolse automaticamente.
Poco dopo, il Raków è stato ricostruito come Raków Workers' Sports Club da Józef Baranowski, Feliks Bekier, Antoni Gładysz e Władysław Pachołek, ma, giudicando l'elenco delle associazioni della Provincia di Kielce, il club non venne ufficialmente registrando, poiché non vi compare. Ciononostante, il club prese parte alle competizioni, partendo dalla Klasa C, e venendo promossa prima in Klasa B e successivamente in Klasa A. Durante la crisi economica, il club ha avuto difficoltà finanziarie, perciò i giocatori dovettero assumersi il carico delle trasferte e dei completi da gioco. Dopo le elezioni di Brest, la situazione politica in Polonia si è deteriorata e i militanti del governo hanno saccheggiato le premesse del PPS. Il Raków Club, in quanto subordinato al PPS, rischiò la bancarotta. Nel 1935, il direttore della Częstochowa Steelworks, l'ingegnere Tomasz Szwejkowski stanziò dei fondi per l'acquisto di attrezzature e attrezzature da campo. Nel periodo tra le due guerre e l'occupazione, i giocatori più importanti del Rakow furono Marian Federak e Józef Trauc. Nel 1938, la squadra fu promossa nella massima lega di Częstochowa.

### Il secondo conflitto mondiale e la rinascita (1939-1985)

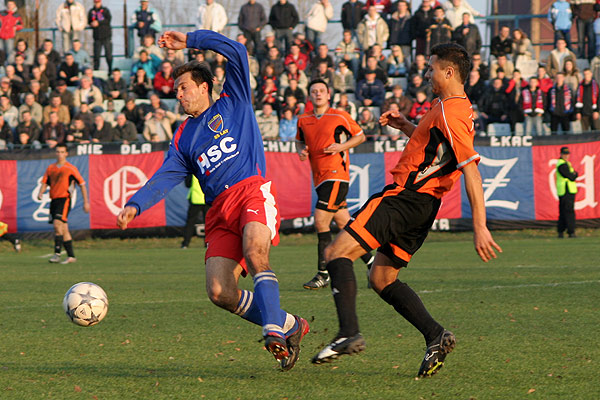
Raków Częstochowa – Chrobry Głogów

Durante la seconda guerra mondiale, il club ha cessato temporaneamente di esistere a causa dell'occupazione nemica. Dopo la guerra, iniziò una rapida rinascita del club. In quel periodo, essendo il campo principale chiuso, i giocatori costruirono un campo di ghiaia vicino a quello attuale con le proprie forze. Il club venne riattivato da Władysław Pachołek, Józef Baranowski, Jan Łoboda e Franciszek Ślęzak, venendo sostenuto finanziariamente dalla Huta Częstochowa, consorzio agroindustriale della zonna. Vennero create diverse sezioni: boxe, scacchi, tennis da tavolo e pallavolo maschile. Ufficialmente, la sezione calcistica non fu restaurata nel club fino al 1949. Su iniziativa di Marian Zdunkiewicz, venne creato il Comitato sociale per la costruzione dello stadio. Dopo aver iniziato i lavori per la costruzione dell'attuale complesso del club, i giocatori costruirono il loro campo da calcio improvvisato a Dąbie. Lo stadio che il Raków ha utilizzato fino alla stagione 2018-2019 fu completato il 22 luglio 1955. Nei primi anni dopo la guerra, a causa della politica dello stato, il club portò il nome di "Associazione sportiva Stal Raków". Le sezioni del club erano: basket femminile (1956-1970), basket maschile (1958-1970), atletica leggera (1960-1972), pallamano femminile (1967-1970).
Nella stagione 1966-1967 il Raków raggiunse finale della Coppa di Polonia, disputata il 9 luglio alle ore 17 e persa 0-2 ai tempi supplementari contro il Wisła Cracovia. Nel 1972 raggiunse nuovamente la semifinale della coppa nazionale, ma il cammino venne interrotto dal Legia Varsavia. Nel 1985 la formazione iuniores del Raków si laureò campione nazionale di categoria. Per molti anni, fino al 1991, l'ex calciatore del Rakow Jan Basiński fu l'allenatore della prima squadra.

### Gli anni in prima divisione (1994-1998)

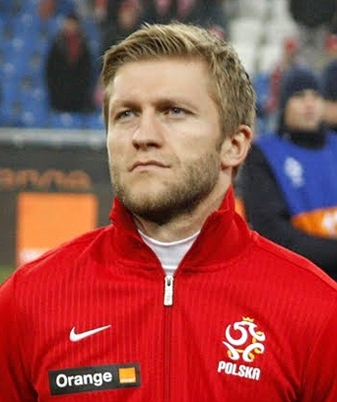
Błaszczykowski, uno dei calciatori più famosi transitati dal Rakow Czestochowa

Dal 1994 al 1998 il Raków partecipò all'I Liga, raggiungendo nel 1995-1996 uno storico ottavo posto. Nel 1995 i rossoblù raggiunsero i quarti di finale della Coppa di Polonia (perdendo contro il Legia a Varsavia), risultato raggiunto nuovamente nella stagione successiva, in cui a battere i rossoblù fu il Ruch Chorzów. 

### Dagli anni duemila ai primi allori degli anni duemilaventi
Nella stagione 2003-2004 la squadra si spinse nuovamente fino ai quarti di finale della Coppa di Polonia, dove persero contro lo Jagiellonia. Nel 2005, dopo aver vinto lo spareggio contro il Koszarawa, il KS Rakow Częstochowa fu promosso in III liga (denominata II liga dal 2008).
Il 1 luglio 2011 fu creata una società per azioni denominata RKS Raków Częstochowa, che rilevò la sezione calcistica del KS Raków Częstochowa. Nel 2011 fu celebrato il novantesimo anniversario della fondazione del club. In questa occasione fu giocata una partita amichevole con il Wisla Cracovia, vinta dal óper 1-0. 
Nella stagione 2016-2017 la squadra guidata da Marek Papszuna vinse la II Liga e si assicurò la promozione nella I liga, la seconda serie nazionale. Nella stagione 2018-2019, a ventuno anni di distanza dall'ultima partecipazione al campionato di massima serie, i rossoblù furono promossi in Ekstraklasa. Nel 2021 la squadra riuscì ad aggiudicarsi per la prima volta la coppa nazionale, battendo per 2-1 in finale l'Arka Gdynia e per la prima volta la Supercoppa di Polonia (4-3 contro il Legia Varsavia dopo i tiri di rigore). Nel 2022 bissò il successo in coppa grazie al 3-1 in finale contro il Lech Poznań e nello stesso anno si aggiudicò di nuovo la Supercoppa di Polonia, vincendo contro il Lech Poznań per 2-0. Nel 2022-2023 il Raków vinse per la prima volta il campionato, con tre giornate di anticipo. La squadra polacca ha così accesso ai preliminari di Champions League per la prima volta nella sua storia. Elimina in successione Flora Tallinn, Qarabağ e Arīs Limassol, per poi venire eliminato ai playoff dal Copenaghen. Retrocede dunque in Europa League, dove chiude all'ultimo posto il girone con Atalanta, Sporting Lisbona e Sturm Graz.

## Cronistoria

### Cambiamenti del nome
- 1921 – Klub Sportowo-Footbolowy Racovia
- 1927 – RKS [Robotniczy Klub Sportowy] Raków Częstochowa
- 1951 – Koło Zrzeszenia Sportowego „Stal” przy Hucie „Częstochowa”
- 1956 – RKS Raków
- 2002 – KS Raków Częstochowa
- 2011 – RKS Raków Częstochowa SA

## Strutture

### Stadio
Il Raków Częstochowa disputa le proprie gare interne nello stadio comunale costruito il 22 luglio 1955. La capacità dello stadio è di 4 200 posti. 

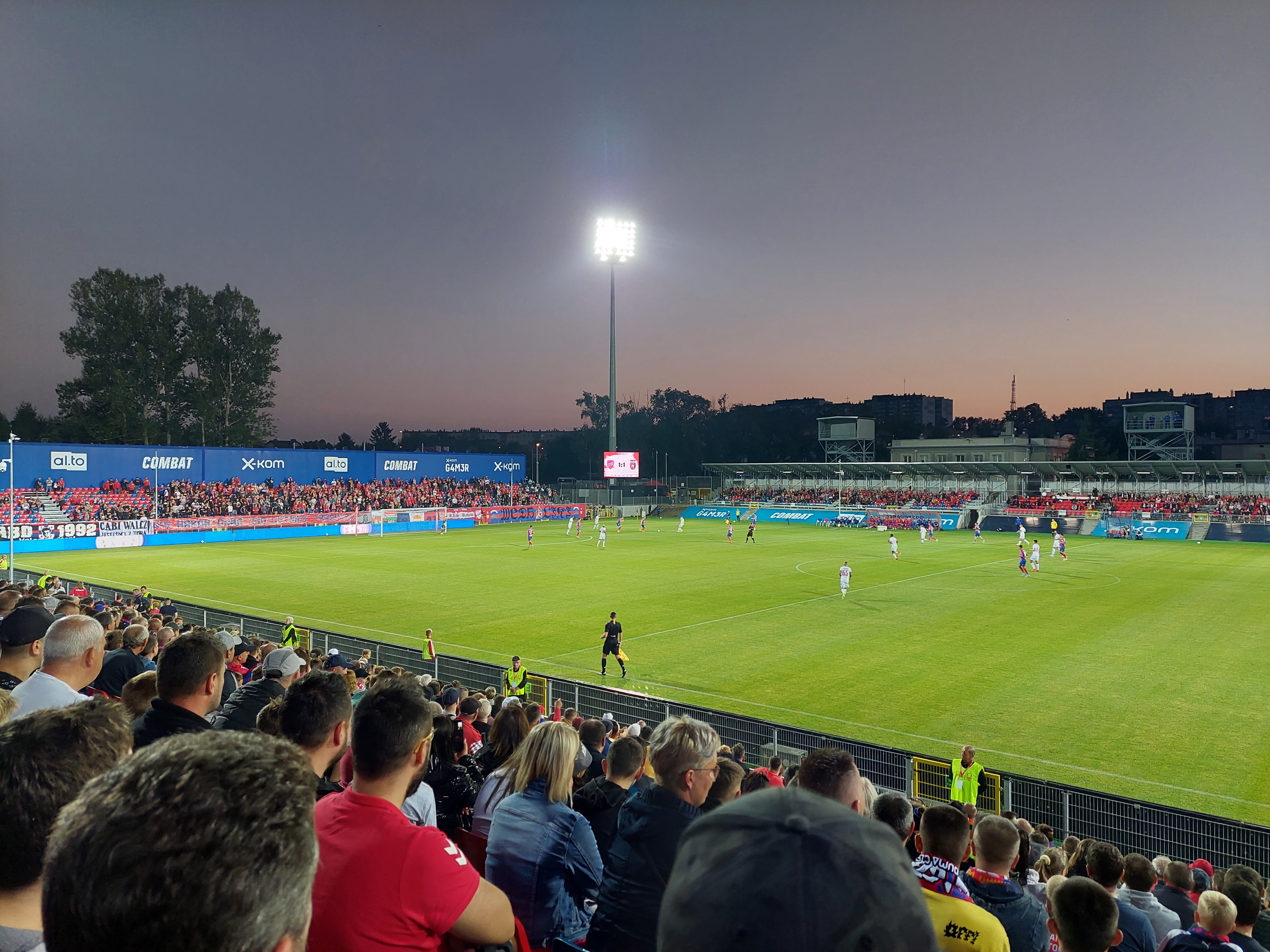
Lo stadio comunale di Czestochowa

A partire dalla stagione 2019-2020, a causa della promozione in Ekstraklasa, il Raków si è spostato temporaneamente alla GIEKSA Arena di Bełchatów, in attesa di completare i lavori per rendere idoneo alla massima serie il proprio stadio.

## Allenatori
Di seguito l'elenco di allenatori del Raków.
- 1962  Władysław SiecH
- 1962-1964  Czesław Suszczyk
- 1964  Leon Wolny
- 1964-1965  Edward Drabiński
- 1965-1966  Henryk Bobula
- 1966  Jan Basiński
- 1966  Jerzy Wrzos
- 1978-1979  Janusz Poniedziałek
- 1979-1980  Zbigniew Szumski
- 1980-1984  Jan Basiński
- 1990-1991  Jan Basiński
- 1992-1994  Zbigniew Dobosz
- 1995  Gothard Kokott
- 1996-1997  Hubert Kostka
- 1997-1998  Bogusław Hajdas, Jan Basiński, Adam Zalewski, Gothard Kokott
- 1998-2000  Zbigniew Dobosz
- 2000       Mirosław Sieja
- 2000       Adam Zalewski
- 2000-2002  Henryk Turek
- 2002-2003  Zbigniew Dobosz
- 2003-2005  Andrzej Samodurow
- 2005-2008  Robert Olbiński
- 2008-2009  Leszek Ojrzyński
- 2009-2010  Robert Olbiński
- 2010-2014  Jerzy Brzęczek
- 2014       Dawid Jankowski
- 2014-2015  Radosław Mroczkowski
- 2015-2016  Krzysztof Kołaczyk, Przemysław Cecherz
- 2016-2023  Marek Papszun
- 2023-      Dawid Szwarga

## Palmarès

### Competizioni nazionali
- Campionato polacco: 1

2022-2023
- Coppa di Polonia: 1

2022-2023
- Supercoppa di Polonia: 1

2022
- Campionato polacco di seconda divisione: 2

1993-1994, 2018-2019
- II liga: 3

1962, 1977-1978, 1989-1990
- Klasa B: 1

1936-1937
- Klasa C: 1

1934-1935

### Altri piazzamenti
- Campionato polacco:

Secondo posto: 2020-2021, 2021-2022, 2024-2025
- Coppa di Polonia:

Finalista: 1966-1967, 2022-2023
Semifinalista: 1971-1972, 2018-2019
- Supercoppa di Polonia:

Finalista: 2023

## Organico

### Rosa 2025-2026
Aggiornata al 24 luglio 2025.
| N. |                       | Ruolo | Calciatore           |
| -- | --------------------- | ----- | -------------------- |
| 1  | Polonia (bandiera)    | P     | Kacper Trelowski     |
| 2  | Polonia (bandiera)    | D     | Ariel Mosór          |
| 4  | Grecia (bandiera)     | D     | Stratos Svarnas      |
| 6  | Polonia (bandiera)    | C     | Oskar Repka          |
| 7  | Croazia (bandiera)    | C     | Fran Tudor           |
| 9  | Polonia (bandiera)    | C     | Patryk Makuch        |
| 10 | Spagna (bandiera)     | A     | Ivi López            |
| 11 | Brasile (bandiera)    | C     | Adriano Amorim       |
| 14 | Serbia (bandiera)     | C     | Srđan Plavšić        |
| 17 | Portogallo (bandiera) | A     | Leonardo Rocha       |
| 18 | Norvegia (bandiera)   | A     | Jonatan Braut Brunes |
| 19 | Polonia (bandiera)    | C     | Michael Ameyaw       |
| 20 | Spagna (bandiera)     | C     | Jean Carlos Silva    |
| 21 | Polonia (bandiera)    | C     | Antoni Burkiewicz    |
| 23 | Polonia (bandiera)    | C     | Karol Struski        |

| N. |                                 | Ruolo | Calciatore                |
| -- | ------------------------------- | ----- | ------------------------- |
| 24 | Croazia (bandiera)              | D     | Zoran Arsenić             |
| 25 | Romania (bandiera)              | D     | Bogdan Racovițan          |
| 26 | Kenya (bandiera)                | D     | Erick Otieno              |
| 28 | Colombia (bandiera)             | A     | Jesús Díaz                |
| 30 | Ucraina (bandiera)              | C     | Vladyslav Kočerhin        |
| 31 | Bosnia ed Erzegovina (bandiera) | P     | Muhamed Šahinović         |
| 39 | Polonia (bandiera)              | P     | Jakub Mądrzyk             |
| 48 | Polonia (bandiera)              | P     | Oliwier Zych              |
| 66 | Grecia (bandiera)               | D     | Apostolos Kōnstantopoulos |
| 80 | Francia (bandiera)              | A     | Lamine Diaby-Fadiga       |
| 91 | Polonia (bandiera)              | A     | Tomasz Walczak            |
| 97 | Senegal (bandiera)              | C     | Ibrahima Seck             |
| 99 | Polonia (bandiera)              | A     | Adam Basse                |
|    | Polonia (bandiera)              | C     | Jakub Myszor              |